# Mark Tobey

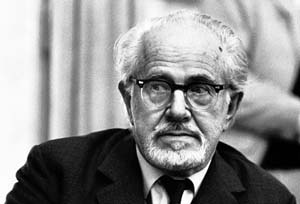
Erling Mandelmann: Mark Tobey (1964)

Mark George Tobey (* 11. Dezember 1890 in Centerville, einer kleinen Stadt im Trempealeau County, Wisconsin, Vereinigte Staaten; † 24. April 1976 in Basel, Schweiz) war ein US-amerikanischer Maler.
Mark Tobey gilt als Wegbereiter des amerikanischen „Abstrakten Expressionismus“. Bekannt sind seine von fernöstlicher Malerei und kalligraphischer Kunst beeinflussten White Writings, Werke in hellen Farben mit abstrakten filigranen, netzwerkartigen Strukturen in Mischtechnik ausgeführt.

## Leben

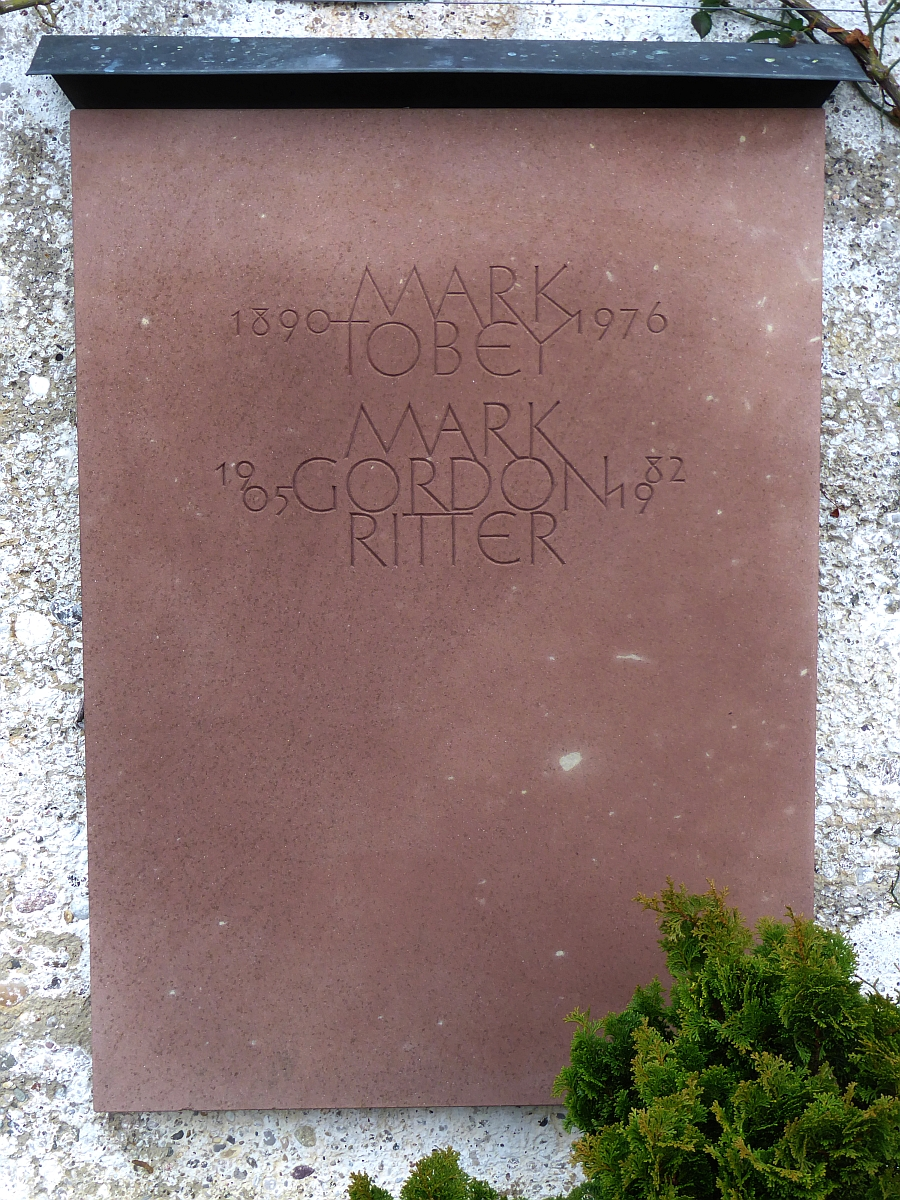
Grab auf dem Friedhof am Hörnli in Basel, gemeinsam mit Mark Ritter

Mark Tobey zog 1906 von Trempealeau (Wisconsin), zwischen Minneapolis und dem Lake Michigan gelegen, wo er seine Kindheit verbracht hatte, in die Umgebung von Chicago. In Chicago besuchte er Kurse am Art Institute und arbeitete als Industriedesigner in einem Eisen- und Stahlwerk. Im Jahre 1911 wechselte er seinen Aufenthalt nach New York City, wo er Porträtmalerei betrieb und als Modezeichner für Vogue und andere Zeitschriften tätig war. 1918 nahm er die Bahai-Religion an.
1922 siedelte er nach Seattle über und war dort bis 1925 Lehrer am Cornish College of the Arts. Der chinesische Künstler Teng Kwei machte ihn mit den Techniken der chinesischen Malerei bekannt. Von 1925 bis 1927 hielt er sich in Paris auf und machte ausgedehnte Reisen in den Vorderen Orient. In Devonshire im Vereinigten Königreich lehrte er von 1930 bis 1938 an der Dartington Hall School. 1934 unternahm er eine Reise nach China und anschließend nach Japan, wo er sich mehrere Monate in einem Zen-Kloster aufhielt. Nach Seattle kehrte er 1939 zurück. Durch eine Einzelausstellung mit den White Writing Paintings in der Willard Gallery in New York wurde er 1944 in Amerika zum bekannten Künstler.
Mit dem Internationalen Preis für Malerei der Biennale von Venedig des Jahres 1958 bekam er auch eine hohe internationale Reputation. 1959 und 1964 war er Teilnehmer der documenta II und documenta III in Kassel. Nachdem die Schweizer Galerie Beyeler 40 Werke von ihm angekauft hatte, ließ er sich 1960 mit seinem Partner Pehr Hallsten (1897–1965) und seinem Privatsekretär Mark Ritter (1905–1982) in Basel nieder.
Mark Tobey war einer der zahlreichen Künstler, die zum Kreis des Kunstsammlers und Mäzens Theodor Ahrenberg gehörten.
Tobeys White Writings haben eine augenfällige Ähnlichkeit mit einigen Bildern der Serie Texturologies des bekannten französischen Malers Jean Dubuffet. Als der Kunstsammler Jean Planque Dubuffet 1960 darauf aufmerksam machte, zeigte dieser sich erschüttert und bemerkte: „Man ist nie allein…“. Umgekehrt glaubte Tobey vor einem Bild von Dubuffet, ein Plagiat seiner Bilder vor sich zu haben.
Seit 1956 war er gewähltes Mitglied der American Academy of Arts and Letters. 1972 wurde Mark Tobey in New York zum assoziierten Mitglied (ANA) der National Academy of Design gewählt.

## Ausstellungen (Auswahl)
- 1944: Willard Gallery (New York)
- 1951: Whitney Museum of American Art (New York) (diese Ausstellung wurde auch in San Francisco, Seattle and Santa Barbara gezeigt)
- 1959: documenta II (Kassel)
- 1964: documenta III (Kassel)
- 1974: Smithsonian Institute (Washington D.C.)
- 1984: National Gallery of Art (Washington D.C.)
- 1989: Museum Folkwang (Essen)
- 1990: Galerie Beyeler (Basel)
- 1997: Villa Wessel in Iserlohn